# لا غرانخا (إسبانيا)
بلدية لا غرانخا (بالإسبانية: La Granja)‏، هي بلدية تقع في مقاطعة قصرش والتي تقع في منطقة إكستريمادورا، غرب إسبانيا.
يبلغ عدد سكانها 392 نسمة وفقاً لإحصائية سنة (2002).